# Verjnedneprovski
Verjnedneprovski (ruso: Верхнеднепро́вский) es un asentamiento de tipo urbano de Rusia perteneciente al raión de Dorogobuzh en la óblast de Smolensk.
En 2021, el asentamiento tenía una población de 11 115 habitantes. Es la localidad más poblada del raión.
El asentamiento fue fundado por la Unión Soviética a mediados del siglo XX para los trabajadores de la nueva central termoeléctrica de Dorogobuzh. Las primeras casas se construyeron en 1952, al mismo tiempo que la central. En 1956, el nuevo pueblo adoptó su topónimo y el estatus de asentamiento de tipo urbano. Desde entonces, su economía ha estado siempre unida a la central termoeléctrica, que comenzó a funcionar en 1957.
Se ubica unos 5 km al noreste de Dorogobuzh, junto a la orilla occidental del río Dniéper.